# Драгомир Протич
Драгомир Протич (на сръбски: Драгомир Протић) е сръбски офицер и революционер, войвода на чета на Сръбската пропаганда в Македония от началото на XX век.

## Биография
Драгомир Протич е роден през 1877 година в Ужице, Сърбия. Основно образование и прогимназия завършва в родния си град, а през пролетта като подпоручик Драгомир Протич и други подофицери се включват в четата на Владимир Ковачевич. Установяват се в Поречието, където формират горски ръководен щаб. Протич отговаря за снаряжението и въоръжението на сръбските чети в околността, но в планината Козяк по следите им тръгва турски аскер. В сражение край село Табановце на 14 април 1905 година четата е напълно разбита, няколко четници са пленени и отведени в Куманово, а Драгомир Протич е убит.